# Nhật thực 17 tháng 2, 2026
| ←21 tháng 9, 2025 | 12 tháng 8, 2026 → |
| ----------------- | ------------------ |

Nhật thực hình khuyên sẽ xảy ra vào ngày 17 tháng 2 năm 2026. Nhật thực xảy ra khi Mặt Trăng đi qua giữa Trái Đất và Mặt Trời, do đó che khuất hoàn toàn hoặc một phần hình ảnh của Mặt Trời đối với người xem trên Trái Đất. Nhật thực hình khuyên xảy ra khi đường kính biểu kiến của Mặt Trăng nhỏ hơn Mặt Trời, chặn hầu hết ánh sáng của Mặt Trời và khiến Mặt Trời trông giống như một vành khuyên (vành khuyên). Nhật thực hình khuyên xuất hiện dưới dạng nhật thực một phần trên một vùng của Trái Đất rộng hàng nghìn km.

## Hình ảnh
Đường đi phác thảo

## Các nhật thực khác
Mỗi một lượt trong chuỗi chu kỳ nhật thực lặp lại sau khoảng 177 ngày và 4 giờ (một chu kỳ) tại các giao điểm xen kẽ của quỹ đạo Mặt Trăng.
| Điểm nút tăng | Điểm nút tăng                |     | Điểm nút giảm              | Điểm nút giảm |
| 121 | 17 tháng 2, 2026 Hình khuyên | 126 | 12 tháng 8, 2026 Toàn phần |               |
| 131 | 6 tháng 2, 2027 Hình khuyên  | 136 | 2 tháng 8, 2027 Toàn phần  |               |
| 141 | 26 tháng 1, 2028 Hình khuyên | 146 | 22 tháng 7, 2028 Toàn phần |               |
| 151 | 14 tháng 1, 2029 Một phần    | 156 | 11 tháng 7, 2029 Một phần  |               |
| Nhật thực một phần vào ngày 12 tháng 6, 2029 và ngày 5 tháng 12, 2029, xảy ra trong tập hợp nhật thực năm tiếp theo. |                              |     |                            |               |